# Quiévrain
Quiévrain (dialectul picard: Kievrin) este o comună francofonă din regiunea Valonia din Belgia. Comuna Quiévrain este formată din localitățile Quiévrain, Baisieux și Audregnies. Suprafața sa totală este de 21,22 km². La 1 ianuarie 2008 avea o populație totală de 6.569 locuitori.
Comuna Quiévrain se învecinează cu comunele belgiene Dour, Hensies și Honnelles și cu departamentul francez Nord.